# إيفيان (ماء)
ماء إيفيان المعدني علامة تجارية من المياه المعدنية الفرنسية ينبع من عدّة مصادر قرب إيفيان لي-بينز، على الشاطئ الجنوبي لبحيرة جنيف.